# Zsigmondy Béla
Zsigmondy Béla (Pest, 1848. március 7. – Budapest, 1916. június 12.) magyar gépészmérnök, hídépítő. A mélyfúrási technika kiváló szakértője, több ártézi kút építője.

## Életpályája

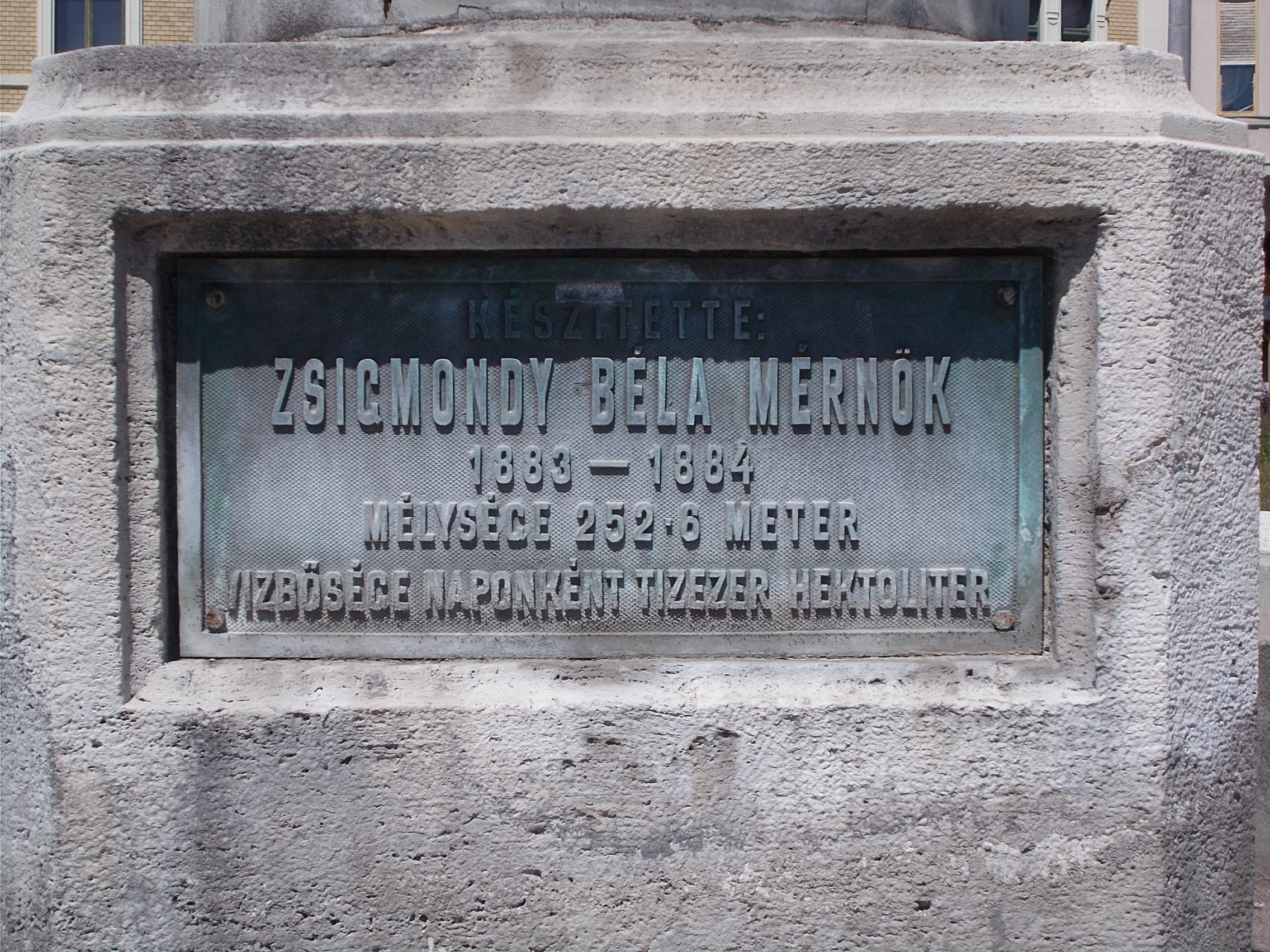
Emléktáblája a hódmezővásárhelyi Nagy András János-kúton

Tanulmányait 1858-ban kezdte meg a pesti evangélikus főgimnáziumban, 1870-ben szerzett gépészmérnöki diplomát a Zürichi Egyetemen. Hazatérése után nagybátyjával (Zsigmondy Vilmos bányamérnökkel) ártézi kutak fúrásába kezdtek. Hódmezővásárhely volt az első város, amely ártézi kutat fúratott magának (1880), később több alföldi város követte a sorban (Békéscsaba, Mezőtúr, Nagyszalonta, Szarvas, Szeged, Szentes). Zsigmondy elismert tekintéllyé vált talajfúrások terén, nem csak kutak esetében. Ő oldotta meg az 500 méternél mélyebb fúrások technikai problémáit. Dolgozott Szeged árvíz utáni újjáépítésekor végzett talajvizsgálatokon, 1890-ben Mátranovákon szénkutató fúrást végzett, ő végezte az Országház talajvizsgálatait is.
1894-től részt vett a következő Tisza- és Duna-hidak pillérének alapozásában:
- Ferenc József-híd (a mai Szabadság híd)
- Gubacsi híd, A pillérek alapozását 1919-1922 között Zsigmondy Béla, a vasszerkezetet 1923-24-ben a Magyar kir. Állami Vasgyárak építette meg a HÉV vonal, az akkoriban épült Szabadkikötőbe vezető iparvágány és a közúti forgalom számára.[2]
- Margit híd Margit-szigetre vezető szárnya
- Erzsébet híd
- Komáromi Kis-Duna-híd
- csongrádi Tisza-híd